# 斯托通亞克 (亞利桑那州)
斯托通亞克（英語：Stotonyak）是位於美國亞利桑那州皮馬縣的一個非建制地區。該地的面積和人口皆未知。

## 地理
斯托通亞克的座標為32°09′18″N 112°18′01″W / 32.15500°N 112.30028°W，而該地的平均海拔高度為585米（即1919英尺）。